# Филд, Юджин
Юджин Филд (англ. Eugene Field; (2 сентября 1850, Сент-Луис, штат Миссури — 4 ноября 1895) — американский писатель, известный стихами для детей и юмористическими рассказами.
После смерти матери перебрался в Амхерст, штат Массачусетс.
Посещал лекции в колледжах Массачусетса и Миссури. В конечном итоге он получил диплом Колледжа Нокс (Knox College). Попытался работать и изучать право. В то же время он предпринял путешествие по Европе, без гроша вернулся в Соединенные Штаты через шесть месяцев. Филд устроился журналистом в «Gazette» в Сент-Джозеф, штат Миссури. В этом же году он женился на Джулии Комсток. У них за время совместной жизни было восемь детей. Все выплаты он препоручил своей жене, так как, как он выразился, у него голова забита другими делами.
Вскоре Филд стал редактором городских новостей в «Gazette».
Он стал известен статьями, написанными легко, с юмором, разговорным стилем, некоторые были перепечатаны газетами других штатов.
С 1876 по 1880 год он жил Сент-Луисе, где писал в «Morning Journal», а затем в «Times-Journal». В это же время он работал главным редактором в «Kansas City Times», а с 1881 года в течение двух лет был главным редактором Tribune в Денвере, штат Колорадо.
В 1883 году он перебрался в Чикаго, где вёл юмористическую колонку под названием «Sharps & Flats» для «Chicago Daily News».
Первая его книга стихов вышла в 1879 году под названием «Христианские сокровища» (Christian Treasures). Эти беззаботные стихи для детей получили известность, возможно, самое известное из них — это «Wynken, Blynken, and Nod».
Умер Филд в возрасте 45 лет.
Некоторые его стихи были положены на музыку и имели успех. Многие его работы были проиллюстрированы. В доме, где он жил в Сент-Луисе, расположен его музей.
Юджин Филд удостоен звезды на Аллее Славы в Сент-Луисе.